# Räddningsaktion

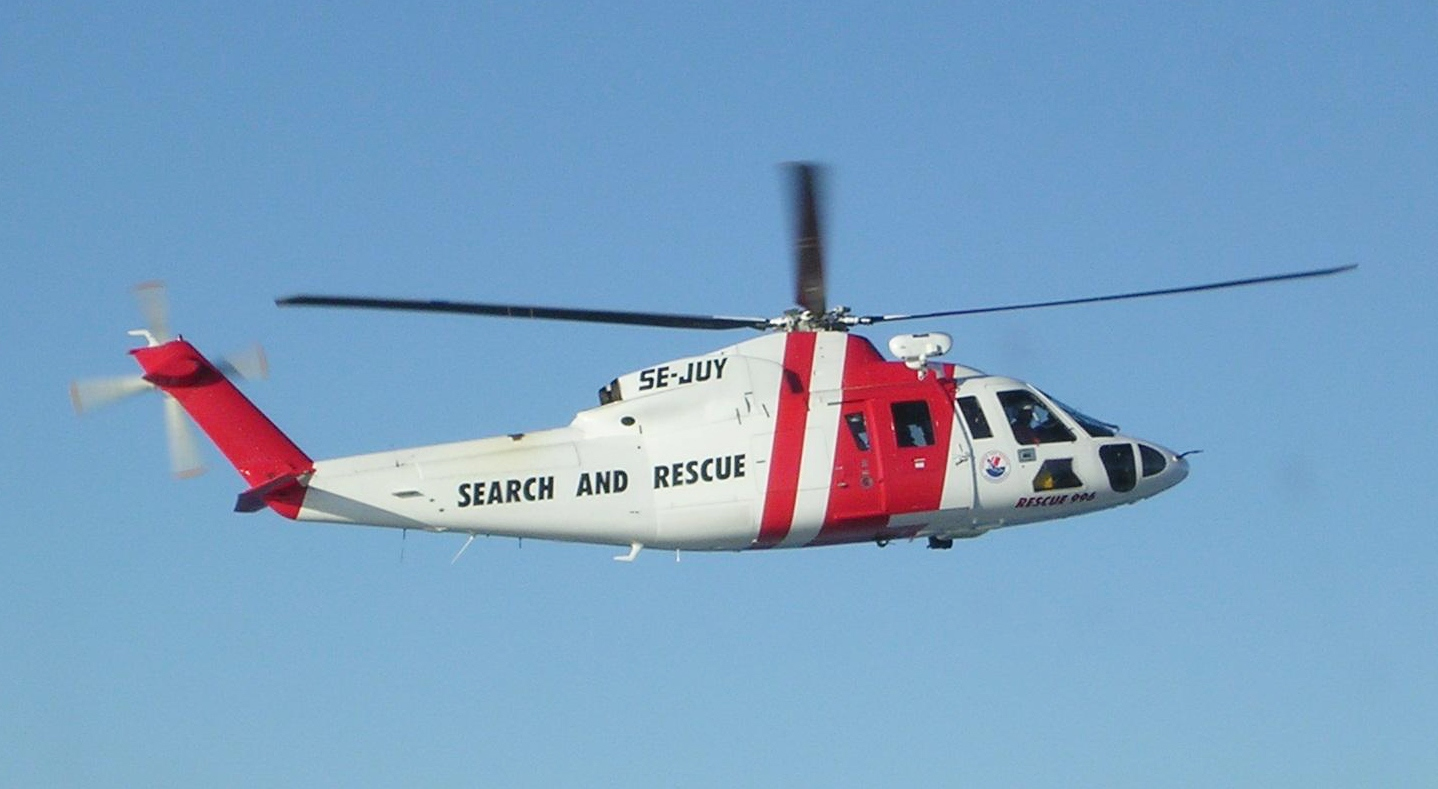
En helikopter för räddningsaktion av Sjöfartsverkets tidigare typ Sikorsky S-76

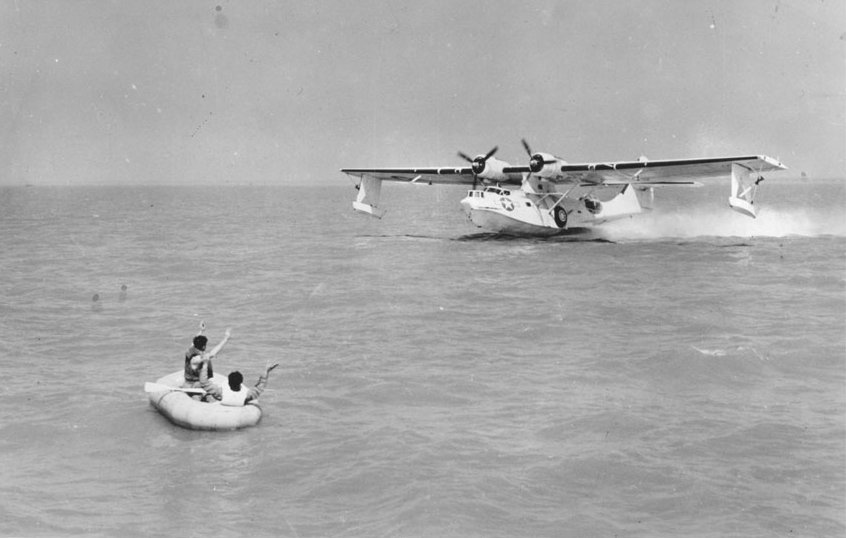
Catalina-amfibieflygplan var tidigare ett vanligt sjöräddningsflygplan

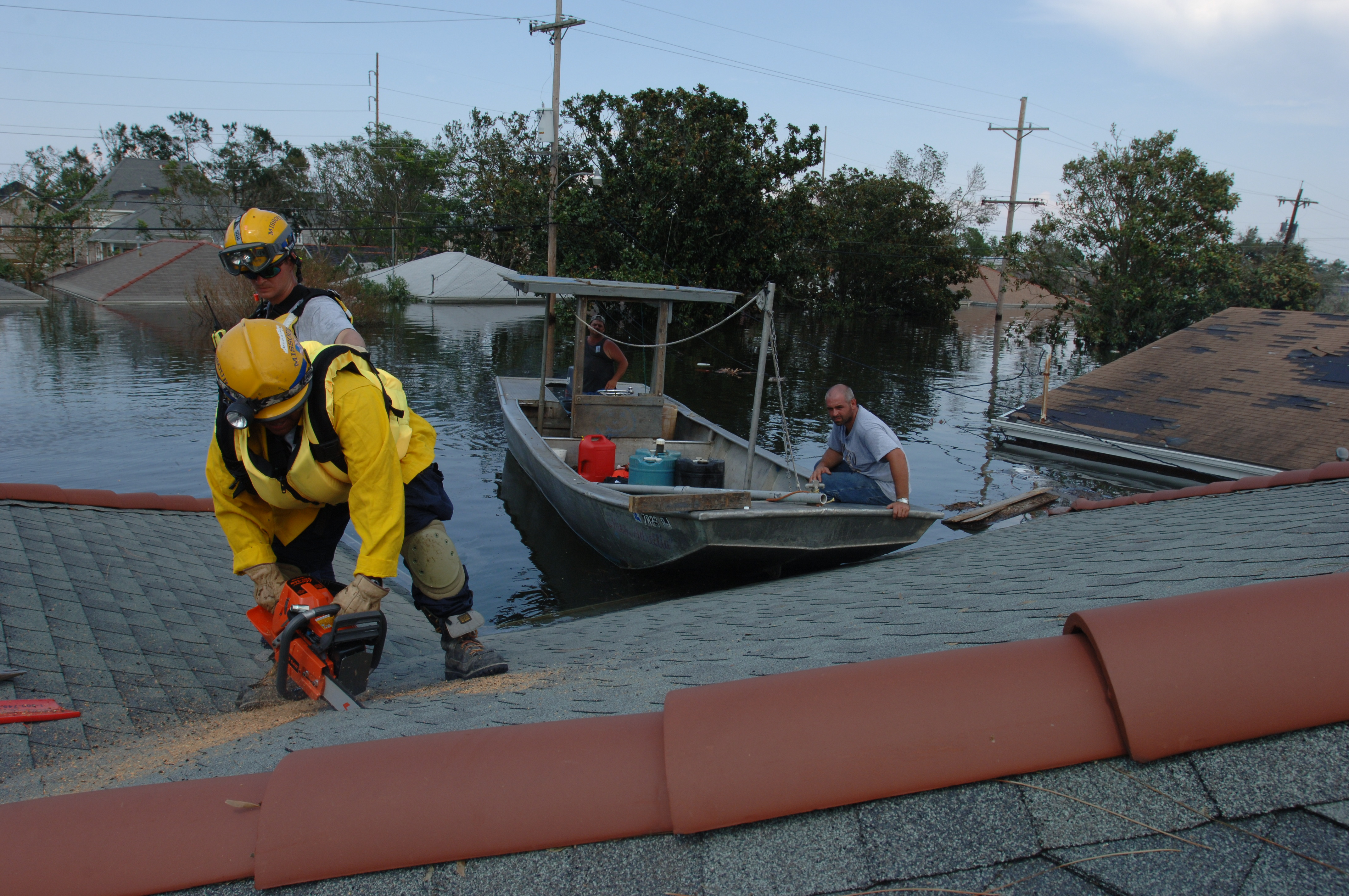
Urban sök och räddning i Louisiana 2005

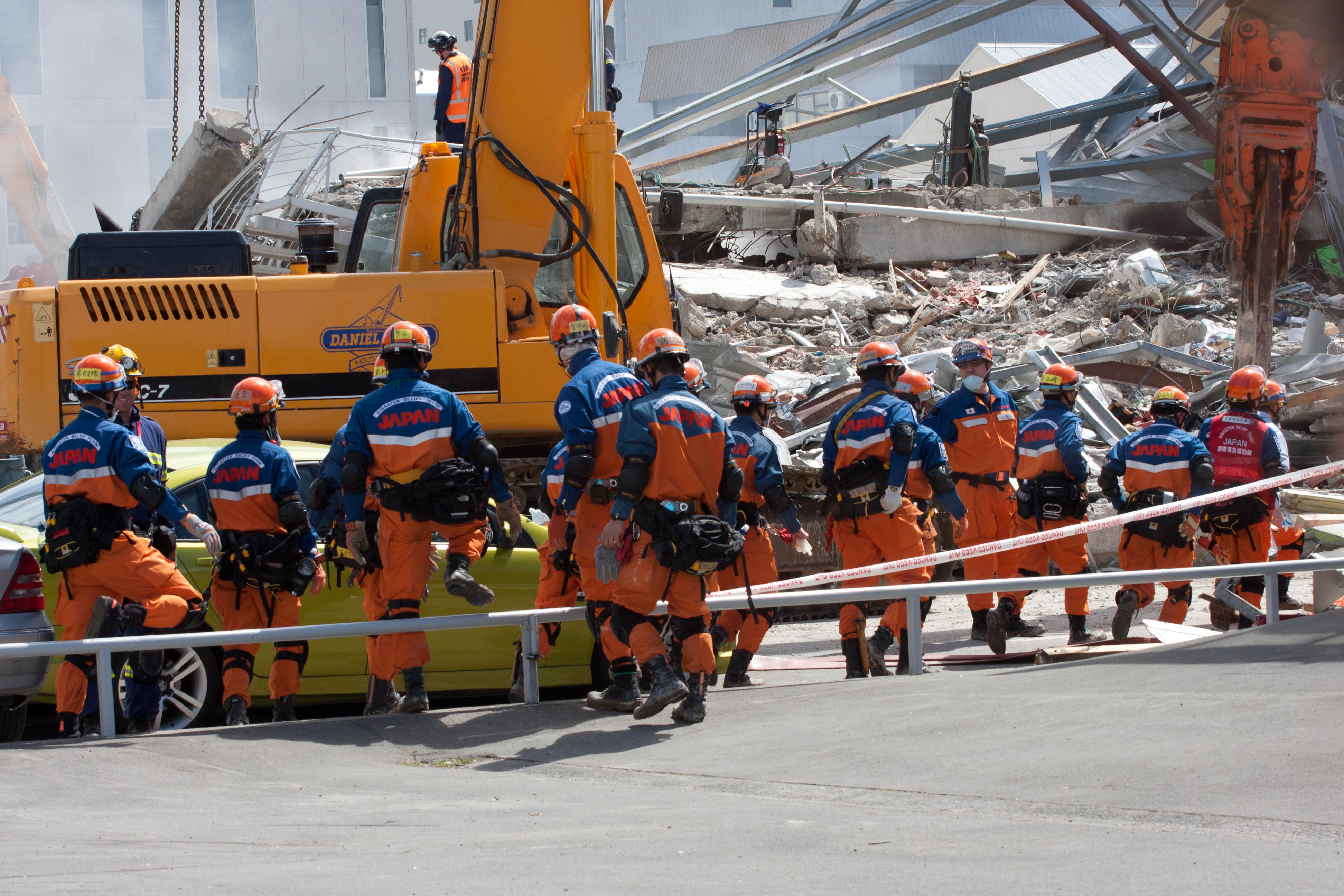
Urban sök och räddning i Christchurch 2011

Räddningsaktion ibland Search and Rescue, SAR (sök och räddning, efterforskning och räddning eller eftersökning och räddning på svenska), är term för eftersökning och räddning av personer i fara.

## Typer av sök och räddning

### Combat Search and Rescue (CSAR)
Upptäckt, lokalisering, identifiering och räddning av nödlandad flygbesättning på icke vänligt sinnat territorium i kris och krig och när det är lämpligt, isolerad militär personal i nöd som är tränad och utrustad att mottaga CSAR-stöd, i hela operationsområdet. Definitionen av CSAR är hämtad ur Natos regelverk (STANAG 7030).

### Eftersökning av försvunna personer
Polisen ansvarar för eftersökning av försvunna personer på land- och insjöområdena.[källa behövs]

### Fjällräddning
Fjällräddning innebär att bistå personer som hamnat i nöd på fjället.

### Flygräddning
Flygräddning innebär att efterforska och lokalisera saknade civila och militära luftfartyg, samt att undsätta nödlidande.

### Grotträddning
Grotträddning innebär räddning av personer som befinner sig i grottor.

### Sjöräddning
Sjöräddning innebär efterforskning och räddning av människor som är eller kan befaras vara i sjönöd eller i farosituationer till havs. Definitionen varierar något från land till land, även om verksamheten i grunden regleras av Sjöräddningskonventionen. 

### Urban sök och räddning
Urban sök och räddning innebär att lokalisera och rädda människor ur raserade byggnader, broar, tunnlar eller andra urbana eller industriella konstruktioner. Så som ur kollapsade byggnader, tunnlar som rasar in, gruvras, dammras, eller jordskred som drar med sig hus och vägar.

## Internationella konventioner
International Convention on Maritime Search and Rescue (Sjöräddningskonventionen) trädde i kraft 1985 och reglerar ländernas skyldigheter beträffande sjöräddning inom sina sjöräddningsregioner.
I arktiska områden regleras ländernas skyldigheter sedan maj 2011 av Arctic Search and Rescue Agreement.